# TL;DR
A TL;DR az internetes szleng egyik kifejezése, az angol „too long, didn’t read” (magyarul: „túl hosszú, nem olvastam el”) kifejezés rövidítése. Használatos kisbetűs, tl;dr alakban, sőt találkozhatunk vele TLDR, tldr formában, közbeékelt írásjel nélkül is. Eredetileg elsősorban internetes hozzászólásokban fordul elő, olyankor, amikor a hozzászóló arra akar utalni, hogy egy bizonyos szöveget, amire reagál, a hossza miatt nagyrészt vagy teljesen figyelmen kívül hagyott. Jelentheti az angol „too lazy, didn’t read” („túl lusta voltam elolvasni”) kifejezés rövidítését is. Legkorábbi ismert előfordulása 2003-ból származik, 2013 óta szerepel az Oxford Dictionary Online szókészletében.
A redditen továbbfejlődött az értelme: hosszabb cikkek közlése esetén mellékelnek hozzájuk egy rövid, egy-két mondatból, vagy legfeljebb egy rövid bekezdésből álló összefoglalót, melyet a tl;dr kifejezéssel jelölnek meg. Ilyen összefüggésben használatos főnévként is, például cikkíróknak küldött szerkesztői üzenetekben: „Please include a TL;DR along with your post” (magyarul: „Kérjük, csatoljon a poszthoz egy TL;DR-t [rövid összefoglalót] is”). 2011 óta a redditen „autotldr” bot is működik, mely automatikusan készít rövid összefoglalókat a cikkekről. (A tudományos publikációk világában egyébként ilyen összefoglalókat már hosszú ideje készítenek az egyes közlemények mellé, ezekre angolul az abstract – és egyre gyakrabban magyarul is az absztrakt – név használatos; ezek ugyanígy néhány mondatban foglalják össze az adott kutatás legfontosabb céljait és eredményeit, és általuk az olvasó eldöntheti, hogy rászánja-e az idejét az egész cikk elolvasására, esetleg akár fizetős letöltésére.)
A kifejezés inspirálta a https://tosdr.org/ oldal születését, melynek neve a Terms of Service; Didn’t Read (magyarul: Általános Szerződési Feltételek – nem olvastam el) kifejezés rövidítéséből jött létre, és arra utal, hogy a különböző szolgáltatók többnyire igen hosszadalmasan részletezett általános szerződési feltételek elfogadásától teszik függővé szolgáltatásaik elérését, ezeket a jellemzően unalmas szövegeket pedig nagyon sokan olvasatlanul szokták elfogadni. A https://tosdr.org/ weboldal célja épp ezért az, hogy közérthetően elemezze a nagyobb szolgáltatók szolgáltatási és adatvédelmi politikáját, felhívva az ügyfelek figyelmet az azokban rejlő esetleges kockázatokra, az ügyfelekre nézvést potenciálisan hátrányos, eldugott részletekre.
Szintén a kifejezés hatására hozta létre a 444.hu szerkesztősége a https://tldr.444.hu/ oldalt, melyen kifejezetten részletes, olvasáskor is hosszabb figyelmet igénylő tényfeltáró riportok, oknyomozó cikkek jelennek meg.

## Fordítás
Ez a szócikk részben vagy egészben  a   TL;DR című angol Wikipédia-szócikk ezen változatának fordításán alapul.  Az eredeti cikk szerkesztőit annak laptörténete sorolja fel. Ez a jelzés csupán a megfogalmazás eredetét és a szerzői jogokat jelzi, nem szolgál a cikkben szereplő információk forrásmegjelöléseként.